# Taraz
Tarа́z (în rusă și kazahă Тараз) este un oraș din Kazahstan și centrul administrativ al provinciei Jambîl. Orașul se află în sudul Kazahstanului, în apropierea frontierei cu Kârgâzstan, pe râul Talas.
În oraș se află un aeroport internațional, stație de cale ferată, stații de autobuz, centre comerciale, mall-uri, parcuri de distracții.

## Geografie
Taraz este situat în partea de sud a țării, în câmpia din valea râului Talas. Ocupă o suprafață de aproximativ 150 km². La sud de oraș se află pinteni Tian-Șanului de Vest, iar la vest sunt munții Karatau.

### Climă
Clima orașului Taraz este temperat-continentală cu o temperatură medie a lunii ianuarie de -5 °C și de 26,5 °C a lunii iulie.
| Date climatice pentru Taraz | Date climatice pentru Taraz | Date climatice pentru Taraz | Date climatice pentru Taraz | Date climatice pentru Taraz | Date climatice pentru Taraz | Date climatice pentru Taraz | Date climatice pentru Taraz | Date climatice pentru Taraz | Date climatice pentru Taraz | Date climatice pentru Taraz | Date climatice pentru Taraz | Date climatice pentru Taraz | Date climatice pentru Taraz |
| Luna                        | Ian                         | Feb                         | Mar                         | Apr                         | Mai                         | Iun                         | Iul                         | Aug                         | Sep                         | Oct                         | Nov                         | Dec                         | Anual                       |
| --------------------------- | --------------------------- | --------------------------- | --------------------------- | --------------------------- | --------------------------- | --------------------------- | --------------------------- | --------------------------- | --------------------------- | --------------------------- | --------------------------- | --------------------------- | --------------------------- |
| Maxima medie °C (°F)        | 0 (32)                      | 2 (36)                      | 11 (52)                     | 20 (68)                     | 28 (82)                     | 32 (90)                     | 35 (95)                     | 32 (90)                     | 27 (81)                     | 19 (66)                     | 9 (48)                      | 1 (34)                      | 18 (64,4)                   |
| Minima medie °C (°F)        | −10 (14)                    | −7 (19)                     | −1 (30)                     | 6 (43)                      | 11 (52)                     | 16 (61)                     | 18 (64)                     | 16 (61)                     | 10 (50)                     | 2 (36)                      | −4 (25)                     | −8 (18)                     | 4 (39,3)                    |
| Precipitații mm (inches)    | 25 (0.98)                   | 27 (1.06)                   | 30 (1.18)                   | 35 (1.38)                   | 25 (0.98)                   | 10 (0.39)                   | 5 (0.2)                     | 5 (0.2)                     | 5 (0.2)                     | 15 (0.59)                   | 25 (0.98)                   | 35 (1.38)                   | 242 (9,53)                  |
| Sursă: Svali.ru             |                             |                             |                             |                             |                             |                             |                             |                             |                             |                             |                             |                             |                             |

## Orașe înfrățite
| Oraș    | Țară |
| ------- | ---- |
| Fresno  | SUA  |
| Seattle | SUA  |